# Slovenské elektrárne
Slovenské elektrárne, a.s. er et slovakisk elselskab med hovedkvarter i Bratislava. Det er efterfølgeren til det tidligere statsmonopol, som siden 2016 har været ejet af EPH (50 %) og Enel (50 %).